# David Fincher
David Fincher (Denver, Colorado, 28 d'agost de 1962) és un director de cinema estatunidenc, nominat a l'Oscar.

## Biografia
Fincher va començar la seva carrera com a animador per a Industrial Light and Magic entre 1980 i 1984 aproximadament, temps en el qual va treballar en pel·lícules tan conegudes com El retorn del Jedi o Indiana Jones i el temple maleït.
El 1986 va fundar la productora Propaganda Films, i va dirigir vídeos d'alt pressupost per a artistes com Madonna, George Michael, Aerosmith i els Rolling Stones. Com un gran nombre de directors de videoclips, incloent-hi Julien Temple, Russel Mulcahy, Michel Gondry o Spike Jonze, s'ha traslladat al cinema reeixidament amb l'estrena d'Alien 3, que figura com una de les cintes amb més alt pressupost per a un director debutant. Encara que va comptar amb una crítica i recaptació baixa, li va servir d'empenta per a perfilar la seva carrera en cintes de caràcter existencialista com Se7en, The Game, Fight Club (basada en una novel·la de Chuck Palahniuk) i L'habitació del pànic, films que li han valgut diverses crítiques, però que van cimentar la seva reputació d'explorador del costat fosc de la nostra societat i de les misèries humanes. El seu cinema té una gran tensió psicològica, paranoia, malsons recurrents i dimonis interiors de la psicologia humana. És un perfecte coneixedor de les pors més ocultes del ser humà i en el seu cinema aquestes pors estan presents en la majoria dels fotogrames. Part de la seva influència visual la hi deu al videoclip.

## Filmografia
| Any           | Títol                            | Distribuïdor                               |
| ------------- | -------------------------------- | ------------------------------------------ |
| 1992          | Alien 3                          | 20th Century Fox                           |
| 1995          | Seven                            | New Line Cinema                            |
| 1997          | The Game                         | PolyGram Filmed Entertainment              |
| 1999          | Fight Club                       | 20th Century Fox                           |
| 2002          | L'habitació del pànic            | Sony Pictures                              |
| 2006          | Zodiac                           | Paramount Pictures / Warner Bros. Pictures |
| 2008          | El curiós cas de Benjamin Button | Paramount Pictures / Warner Bros. Pictures |
| 2010          | La xarxa social                  | Sony Pictures                              |
| 2014          | Gone Girl                        | 20th Century Fox                           |
| 2020          | Mank                             | Netflix                                    |
| Per confirmar | The Killer                       | Netflix                                    |

Treball a sèries de televisió
- House of Cards (2013 - 2018)
- Mindhunter (2017 - 2019)
- Love, Death & Robots (2019 - present)
- Voir (2021)

## Videografia
- "Shame," The Motels (1985)
- "All The Love," The Outfield (1986)
- "Everytime You Cry," The Outfield (1986)
- "One Simple Thing," The Stabilizers (1986)
- "She Comes On," Wire Train (1987)
- "Endless Nights," Eddie Money (1987)
- "Downtown Train," Patti Smyth (1987)
- "Johnny B," The Hooters (1987)
- "Storybook Story," Mark Knopfler (1987)
- "No Surrender," The Outfield (1987)
- "Don't Tell Me The Time," Martha Davis (1987)
- "Heart of Gold," Johnny Hates Jazz (1988)
- "Englishman in New York," Sting (1988)
- "Shattered Dreams" (segunda versión), Johnny Hates Jazz (1988)
- "Get Rhythm," Ry Cooper (1988)
- "Roll With It," Steve Winwood (1988)
- "The Way That You Love Me" (primera versión), Paula Abdul (1988)
- "Holding On," Steve Winwood (1988)
- "Bamboleo" (segunda versión), Gypsy Kings (1989)
- "Straight Up," Paula Abdul (1989)
- "Real Love," Jody Watley (1989)
- "Bamboleo" (tercera versión, Gypsy Kings (1989)
- "She's A Mystery To Me," Roy Orbison (1989)
- "Forever Your Girl" Paula Abdul (1989)
- "Express Yourself," Madonna (1989)
- "The End Of The Innocence," Don Henley (1989)
- "Cold Hearted," Paula Abdul (1989)
- "Oh Father," Madonna (1989)
- "Janie's Got A Gun," Aerosmith (1989)
- "Vogue," Madonna (1990)
- "Cradle of Love," Billy Idol (1990)
- "L.A. Woman," Billy Idol (1990)
- "Freedom '90," George Michael (1990)
- "Bad Girl," Madonna (1993)
- "Who Is It?" (segunda versión), Michael Jackson (1993)
- "Love Is Strong," The Rolling Stones (1994)
- "6th Avenue Heartache," The Wallflowers (1996)
- "Judith," A Perfect Circle (2000)
- "Only," Nine Inch Nails (2005)

## Guardons

### Premis
- 2011: Globus d'Or al millor director per La xarxa social[2]
- 2011: BAFTA al millor director per La xarxa social[3]

### Nominacions
- 2007: Palma d'Or al Festival Internacional de Cinema de Canes per Zodiac
- 2009: BAFTA al millor director per El curiós cas de Benjamin Button
- 2009: Globus d'Or al millor director per El curiós cas de Benjamin Button
- 2009: Oscar al millor director per El curiós cas de Benjamin Button
- 2011: Oscar al millor director per La xarxa social[2]